# (157843) 1998 QS29
1998 كيو أس 29 (ويعرف أيضًا باسم (157843) 1998 كيو أس 29 وفق تسمية الكوكب الصغير) (بالإنجليزية: 1998 QS29)‏؛ هو كويكب ضمن حزام الكويكبات.
اكتُشف هذا الجُرم الفلكي بواسطة برنامج شميدت للكويكبات في بكين في 23 أغسطس 1998، وترتيبه 157843 من حيث الاكتشاف.

## الوصف
اكتُشف 1578431998QS في 23 أغسطس 1998 في محطة شينغلونغ، الواقع في جبال يان، مقاطعة خبي في الصين، بواسطة برنامج شميدت للكويكبات في بكين. وقد رصد المشروع 248 مشاهدة للكويكب إلى غاية 13 أبريل 2021 بتوقيت منطقة المحيط الهادئ، أي في مدة قدرها 8,240 يومًا (22.6 عام). تستغرق الفترة المدارية للكويكب 1,810 يومًا (5.0 عام).

## الخصائص المدارية
يتميز مدار هذا الكويكب بنصف محور رئيسي يبلغ 2.91 وحدة فلكية، وحضيض قدره 2.3 وحدة فلكية، وانحراف قدره 0.211 وزاوية ميلان 7.03 درجة بالنسبة لمسار الشمس. بسبب هذه الخصائص، أي نصف المحور الرئيسي بين 2 و3.2 وحدة فلكية وحضيض أكبر من 1,666 وحدة فلكية، يُصنف هذا الجُرم الفلكي وفقًا لقاعدة بيانات مختبر الدفع النفاث لأجرام النظام الشمسي الصغيرة كائنًا من حزام الكويكبات الرئيسي.

## وصلات خارجية
- (157843) 1998 QS29 في قاعدة بيانات مختبر الدفع النفاث لأجرام النظام الشمسي الصغيرة

- الاكتشاف · مخطط المدار ·  العناصر المدارية · المعلمات المادية

- (157843) 1998 QS29 على موقع ويكي سكاي: DSS2, SDSS, GALEX, IRAS, Hydrogen α, X-Ray, Astrophoto, Sky Map, Articles and images